# Buthus yemenensis
Espèce
Buthus yemenensis est une espèce de scorpions de la famille des Buthidae.

## Distribution
Cette espèce est endémique du Yémen. Elle se rencontre dans le gouvernorat de Dhamar dans le district d'Anss vers Ma'bar vers 2 420 m d'altitude.

## Description
La femelle holotype mesure 50,4 mm.

## Étymologie
Son nom d'espèce, composé de yemen et du suffixe latin -ensis, « qui vit dans, qui habite », lui a été donné en référence au lieu de sa découverte, le Yémen.

## Publication originale
- Lourenço, 2008 : « About the presence of the genus Buthus Leach, 1815 in the Arabian Peninsula and description of a new species (Scorpiones, Buthidae). » Entomologische Mitteilungen aus dem Zoologischen Museum Hamburg, vol. 15, no 179, p. 45-52 (texte intégral).